# Rönisch
Rönisch — немецкая компания, занимающаяся производством фортепиано.

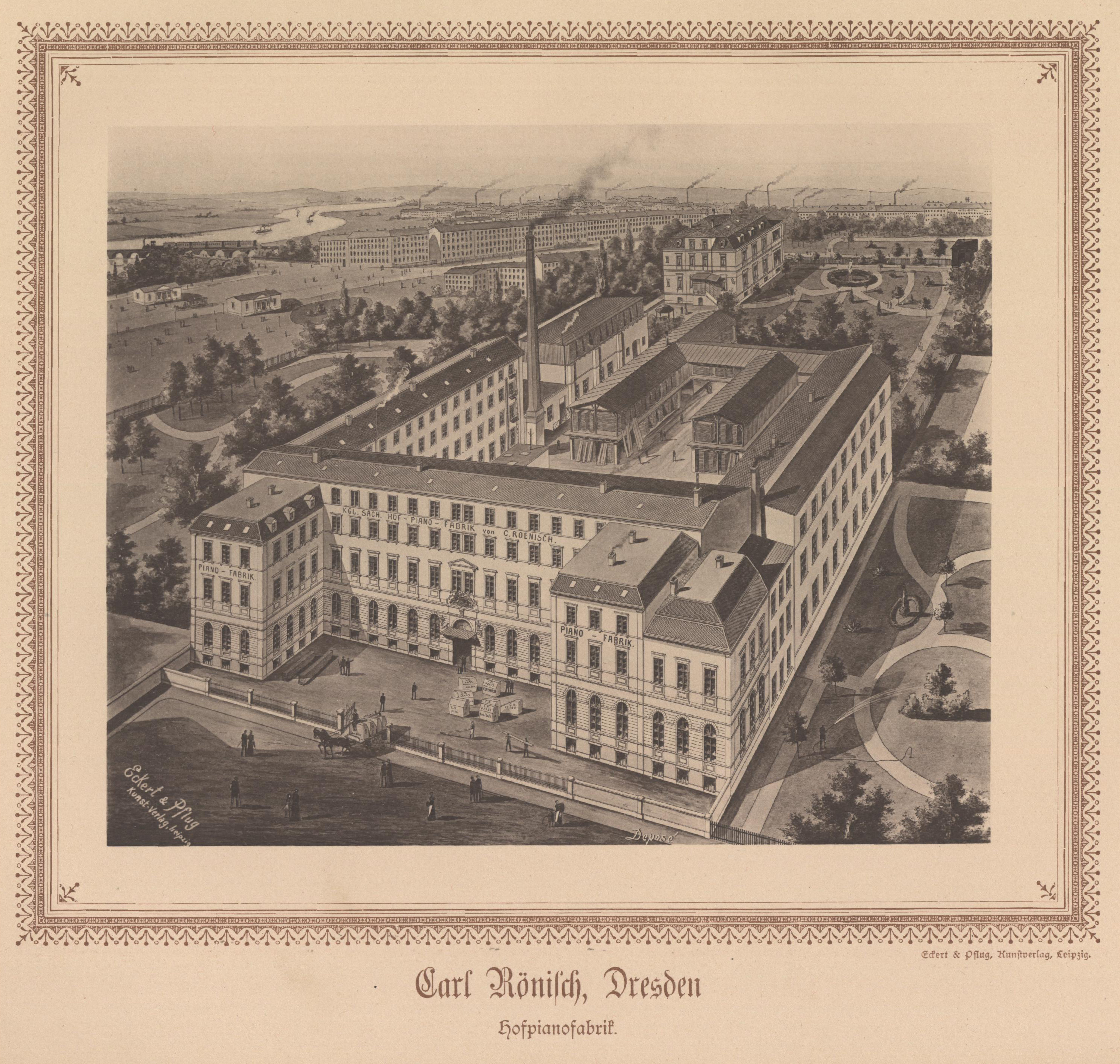
Здание фабрики Rönisch в Дрездене. 1892 год

## История
Была основана в 1845 году в Дрездене Карлом Рёнишем. Несмотря на происхождение Рёниша из бедной семьи и весьма скромный начальный капитал, предприятие оказалось успешным. Мировой экспансии инструментов Рёниша способствовало применённое им в 1867 году важное техническое нововведение — цельная чугунная рама как основа всего инструмента. Фирма Rönisch стала поставщиком Саксонского и ряда других европейских дворов, её инструменты завоевали золотые медали на выставках в Амстердаме, Мельбурне, Чикаго и Париже. В 1897 году сыновья Рёниша открыли фабрику в Санкт-Петербурге. К началу XX века фирма Rönisch выпускала до 2000 инструментов в год. С 1918 году фирма работала также над производством механических музыкальных инструментов (оркестрион и т. п.) совместно с их конструктором и изготовителем Людвигом Хупфельдом.
В 1945 году фабрика Rönisch была разрушена во время бомбардировки Дрездена. В 1946 году производство было переведено в Лейпциг, где началось производство и пианино, и мебели. В 1949 году предприятие было организовано в VEB Deutsche Piano-Union Leipzig. В 1960 году количество произведённых пианино достигает 2000 инструментов в год, а в 1986 году — уже 21000.
В настоящее время инструменты марки Rönisch продолжают выпускаться в Лейпциге фирмой Pianofabrik Leipzig GmbH & Co.KG.